# Parafia Wniebowzięcia Najświętszej Maryi Panny w Czerwonej Wodzie
Parafia Wniebowzięcia Najświętszej Maryi Panny w Czerwonej Wodzie – parafia rzymskokatolicka, znajdująca się w diecezji legnickiej, w dekanacie Nowogrodziec. Obsługiwana jest przez księży diecezjalnych. Jej proboszczem jest ks. Krzysztof Sikora.

## Historia
Parafię utworzono w 1972 r. Odłączono wówczas od Węglińca Czerwoną Wodę, a od Godzieszowa Bielawę Górną i Strzelno. Kościół w Czerwonej Wodzie wzniesiony został przez protestantów w XVIII w., rozbudowany pod koniec XIX w. W latach 1972–1975 przebudowano prezbiterium do odnowionej liturgii i konsekrowano nowy granitowy ołtarz. W 1985 r. dach kościoła pokryto miedzianą blachą.

## Proboszczowie po 1945 r.
- 1. ks. Ludwik Gilewski 1946 - 1951

- 2. ks. Andrzej Jankowski 1951 -1955

- 3. ks. Emil Pisarski 1955 – 1958

- 4. ks. Bronisław Maślanka 1958 - ?

- 5. ks. Stanisław Zając 1972[3] - 2000

- 6. ks. Mieczysław Ponońko 2000 - 2017

- 7. ks. Krzysztof Sikora 2017 -

## Powołania z parafii
- ks. Tadeusz Gadżała

## Zasięg parafii
Do parafii należą wierni mieszkający w miejscowościach: Czerwona Woda, Bielawa Górna, Strzelno. 